# 퀸트만

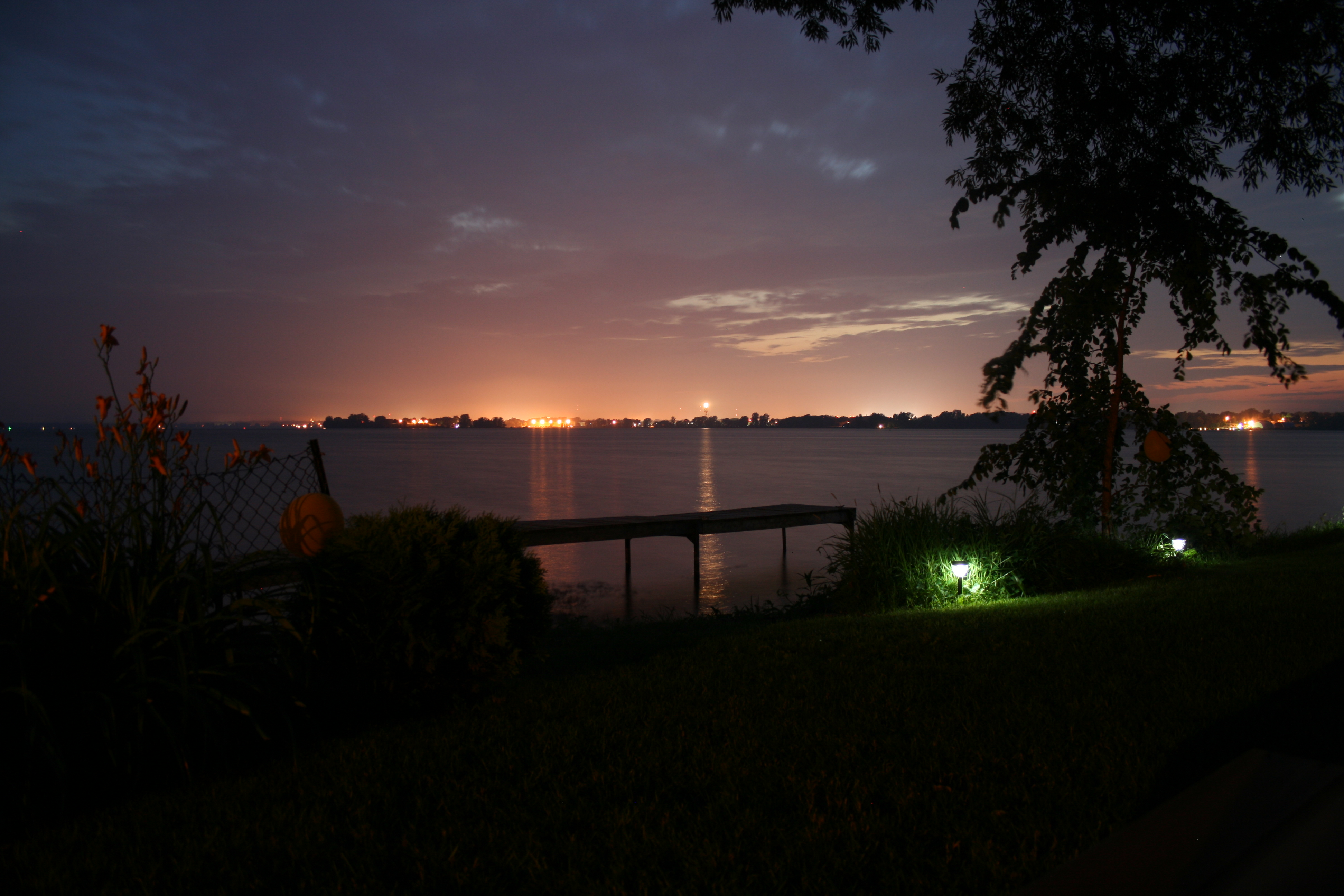
퀸트 만의 밤

퀸트 만(Bay of Quinte)은 온타리오호의 북부 기슭에 위치해있다. 토론토 동쪽 약 200km, 몬트리올 서쪽 약 400km 지점에 위치해있다.

## 같이 보기
- 벨빌
- 퀸트 웨스트